# 이디스 펠로스

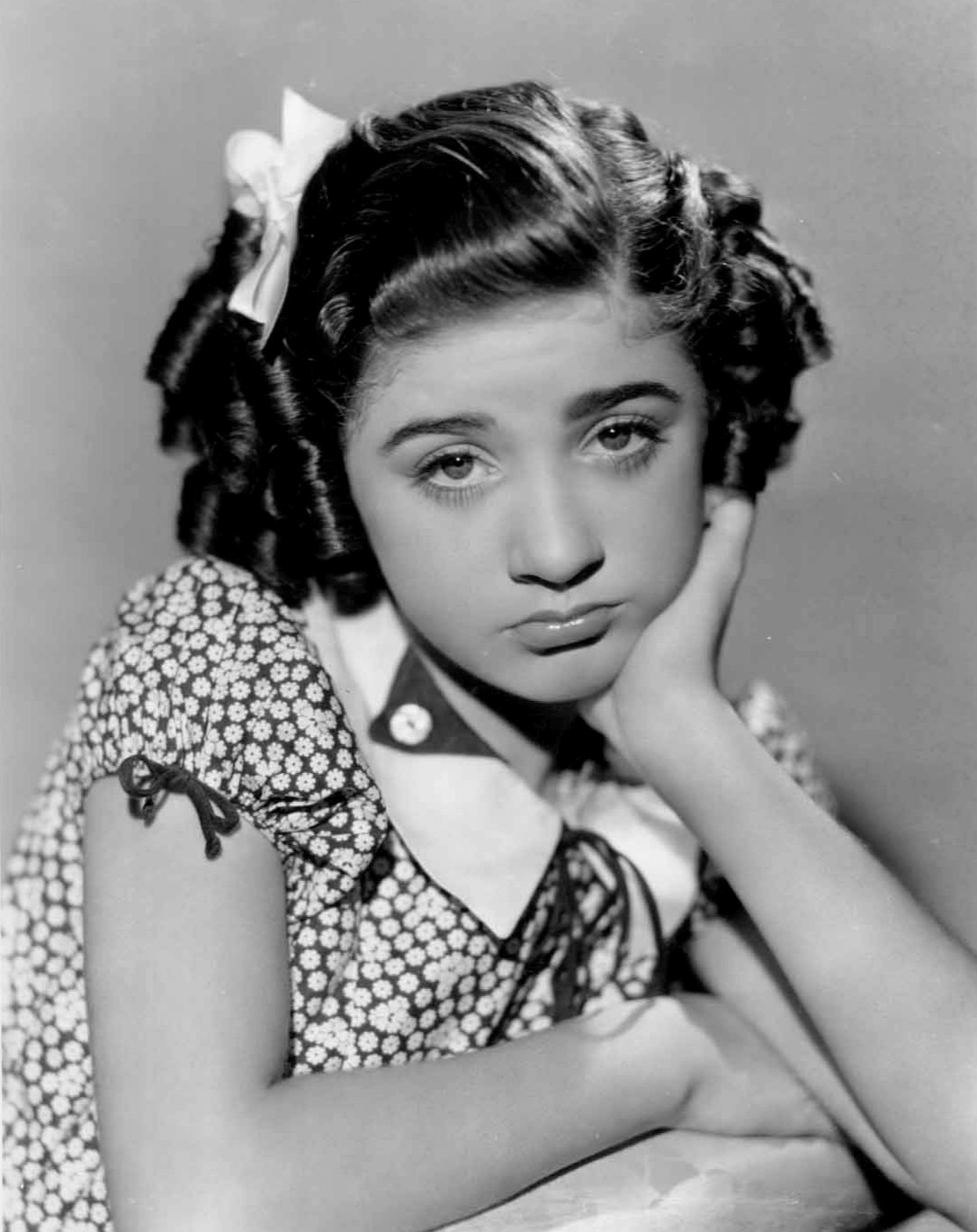

이디스 펠로스(영어: Edith Fellows, 1923년 5월 20일 ~ 2011년 6월 26일)는 미국의 배우이다.
보스턴에서 태어났으며 우들랜드힐스에서 사망하였다. 사인은 질병이다.

## 영화
- 인 더 무드 (1987년)
- 공포의 휴가길 2 (1985년)
- 리오 그랜드의 마음 (1942년)
- 허 퍼스트 보우 (1941년)
- 뮤직 인 마이 하트 (1940년)
- 내 사랑 시카고 (1936년)
- 키드 밀리언스 (1934년)
- 제인 에어 (1934년)
- 허클베리 핀 (1931년)